# 井筒とマツコ 禁断のラジオ
井筒とマツコ 禁断のラジオ（いづつとマツコ きんだんのラジオ）は、文化放送のラジオ番組。2011年4月15日開始、2014年9月26日終了

## 番組概要
映画監督の井筒和幸、コラムニストのマツコ・デラックスが、言いたいことを勝手に話すラジオ番組。
2013年3月22日まで『夕やけ寺ちゃん 活動中』内で、毎週金曜日に20分間放送されていたが、『おはよう寺ちゃん 活動中』の放送開始に伴い、2013年4月5日より独立。それに伴い、放送時間が30分間に拡大。全国18局ネットとなった。
マツコや井筒がトークの最中の「禁断の一線を踏み越えた」発言をした場合、そのまま放送するか、自主規制音か音楽（アメリカ合衆国の民謡『オクラホマミキサー』）で消されるかの対応が、ネット局によって異なっており、その対応は各局判断に委ねられている。
内包コーナーとして『コトブキツカサのピテカンラジオ』があるが、こちらも放送時間が短いネット局では放送されない。文化放送での2013年10月3日放送分から『ピテカンラジオ』のパートのみ、Podcast QRで配信開始。しかし、番組タイトルも表示アイコンも井筒とマツコの名前が前面に出ているが、二人とも『コトブキツカサのピテカンラジオ』のコーナーにはほとんど出演しないため、「紛らわしい」とリスナーから指摘されている。
ネット局のCMフィラーは「素晴らしき日々へ」（作曲・岩代太郎）
2014年9月26日を以って、3年半の歴史に幕を閉じた。また、ネット局での放送は、文化放送での9月19日放送分をもって終了した。

## 出演者
- 井筒和幸（映画監督）
- マツコ・デラックス（コラムニスト）
- コトブキツカサ（映画パーソナリティ）
- 寺島尚正（文化放送アナウンサー）

## 放送時間
| 放送対象地域  | 放送局                 | 放送時間                                              | 脚注         |
| 放送終了時点  | 放送終了時点           | 放送終了時点                                          | 放送終了時点 |
| ------------- | ---------------------- | ----------------------------------------------------- | ------------ |
| 関東広域圏    | 文化放送               | 金曜 16:28 - 16:48頃（2011年4月15日 - 2013年3月22日） | [ 1 ]        |
| 関東広域圏    | 文化放送               | 金曜 26:30 - 27:00（2013年4月5日 - 9月27日）          | [ 1 ]        |
| 関東広域圏    | 文化放送               | 木曜 19:00 - 19:30（2013年10月5日 - 2014年3月27日）   | [ 1 ]        |
| 関東広域圏    | 文化放送               | 金曜 26:30 - 27:00（2014年4月4日 - 9月26日）          | [ 1 ]        |
| 新潟県        | 新潟放送               | 月曜 18:00 - 18:30（2013年4月1日 - 2014年3月24日）    |              |
| 新潟県        | 新潟放送               | 土曜 23:00 - 23:30（2014年4月5日 - ）                 |              |
| 山梨県        | 山梨放送               | 月曜 18:30 - 19:00（2013年4月1日 - 9月23日）          |              |
| 山梨県        | 山梨放送               | 水曜 21:00 - 21:30（2013年10月2日 - 2014年3月26日）   |              |
| 山梨県        | 山梨放送               | 月曜 19:30 - 20:00（2014年3月31日 - ）                |              |
| 福井県        | 福井放送               | 月曜 18:30 - 19:00（2013年4月1日 - 9月23日）          |              |
| 福井県        | 福井放送               | 月曜 20:30 - 21:00（2013年9月30日 - 2014年9月22日）   |              |
| 長崎県 佐賀県 | 長崎放送 NBCラジオ佐賀 | 月曜 18:30 - 19:00（2013年4月1日 - 9月23日）          | [ 2 ]        |
| 長崎県 佐賀県 | 長崎放送 NBCラジオ佐賀 | 土曜 19:00 - 19:30（2013年10月5日 - ）                | [ 2 ]        |
| 宮崎県        | 宮崎放送               | 土曜 17:00 - 17:25（2013年4月6日 - 5月4日）           |              |
| 宮崎県        | 宮崎放送               | 日曜 23:30 - 23:55（2013年5月19日 - ）                |              |
| 富山県        | 北日本放送             | 土曜 19:00 - 19:30（2013年4月6日 - 9月28日）          |              |
| 富山県        | 北日本放送             | 日曜 18:00 - 18:30（2013年10月6日 - ）                |              |
| 福島県        | ラジオ福島             | 土曜 19:30 - 20:00（2014年4月5日 - ）                 |              |
| 石川県        | 北陸放送               | 土曜 19:00 - 19:30（2013年4月6日 - 9月28日）          | [ 3 ]        |
| 石川県        | 北陸放送               | 月曜 19:30 - 20:00（2014年3月31日 - ）                | [ 3 ]        |
| 長野県        | 信越放送               | 日曜 15:30 - 15:55（2013年4月7日 - 9月29日）          |              |
| 長野県        | 信越放送               | 月曜(日曜深夜) 0:20 - 0:45（2013年10月13日 - ）       |              |
| 山口県        | 山口放送               | 日曜 18:30 - 19:00（2013年10月6日 - 2014年3月30日）   |              |
| 山口県        | 山口放送               | 月曜 18:30 - 19:00（2014年3月31日 - ）                |              |
| 岩手県        | IBC岩手放送            | 日曜 21:00 - 21:30（2013年4月7日 - ）                 |              |
| 岡山県        | 山陽放送               | 日曜 21:00 - 21:30（2013年4月7日 - 6月30日）          |              |
| 岡山県        | 山陽放送               | 日曜 21:15 - 21:45（2013年7月7日 - 9月29日）          |              |
| 岡山県        | 山陽放送               | 火曜 23:00 - 23:30（2013年10月8日 - 2014年9月23日）   |              |
| 岐阜県        | 岐阜放送               | 日曜 22:30 - 23:00（2013年10月6日 - ）                |              |
| ネット終了局  |                        |                                                       |              |
| 高知県        | 高知放送               | 日曜 17:30 - 17:55（2013年4月7日 - 6月30日）          |              |
| 山形県        | 山形放送               | 日曜 8:20 - 8:45（2013年4月7日 - 6月30日）            |              |
| 山形県        | 山形放送               | 日曜 21:35 - 22:00（2013年7月7日 - 9月28日）          |              |
| 静岡県        | 静岡放送               | 土曜 16:00 - 16:30（2013年4月6日 - 9月21日）          |              |
| 宮城県        | 東北放送               | 土曜 19:60 - 20:00（2013年4月6日 - 9月28日）          | [ 4 ]        |
| 鳥取県 島根県 | 山陰放送               | 日曜 16:00 - 16:30（2013年4月7日 - 9月28日）          |              |
| 秋田県        | 秋田放送               | 土曜 12:00 - 12:30（2013年4月6日 - 9月28日）          |              |
| 秋田県        | 秋田放送               | 日曜 23:00 - 23:30（2013年10月6日 - 2014年3月29日）   |              |
| 愛媛県        | 南海放送               | 木曜 18:00 - 18:30（2013年10月3日 - 2014年3月27日）   |              |
| 近畿広域圏    | ラジオ大阪             | 日曜 5:00 - 5:30（2013年10月6日 - 2014年9月28日）     | [ 5 ]        |